# 367 Amicitia
367 Amicitia је астероид главног астероидног појаса са пречником од приближно 19,13 km.
Афел астероида је на удаљености од 2,431 астрономских јединица (АЈ) од Сунца, а перихел на 2,009 АЈ.
Ексцентрицитет орбите износи 0,095, инклинација (нагиб) орбите у односу на раван еклиптике 2,942 степени, а орбитални период износи 1208,599 дана (3,308 године).
Апсолутна магнитуда астероида је 10,70 а геометријски албедо 0,253.
Астероид је откривен 19. маја 1893. године.